# Конрад Саксен-Мейнингенский
Иоганн Фридрих Конрад Карл Эдуард Хорст Арнольд Матиас Саксен-Мейнингенский (нем. Johann Friedrich Konrad Carl Eduard Horst Arnold Matthias von Sachsen-Meiningen; род. 14 апреля 1952, Лангенхайн-Цигенберг, Гессен, Западная Германия) — немецкий бизнесмен и нынешний глава Саксен-Мейнингенского дома.

## Биография
Принц Конрад родился 14 апреля 1952 года. Он сын Бернхарда Саксен-Мейнингенского и Веры Шеффер фон Бернштейн. У него также был старший, сводный брат Фредерик (1935—2004), который был рождён в морганатическом браке. Конрад изучал экономику и управление бизнесом в Гейдельбергском и Гёттингенском университетах.
После смерти отца в 1984 году стал главой дома Саксен-Мейнинген.
В 1996 году принц Конрад подал официальный иск против правительства Российской Федерации, чтобы потребовать возвращения имущества, которое было экспроприировано у его семьи после Второй мировой войны. Известно что он какое-то работал работником в разных банках. С 1998 года является консультантом по корпоративной реструктуризации. 
С 2007 работает управляющим директором компании GWP, связанной с ветровой промышленностью.

## Династический кризис
Конрад никогда не был женат. Поэтому прямые потомки на наследование главы дома отсутствуют. Ближайшим родственником мужского пола является принц Константин (род. 1980), племянник Конрада. Однако у Константина морганатический отец, вышеупомянутый Фредерик. Поэтому неясно станет ли Константин главой дома после смерти Конрада. Также потенциальными главами дома могут стать бароны Заальфельдские, морганатические потомки Эрнста Саксен-Мейнингенского, младшего брата последнего герцога. Если Конрад не оставит наследника, то Саксен-Мейнингенский дом по мужской линии вымрет.